# Szukri Balid
Szukri Balid, także Szokri Belaid, Chokri Belaïd (arab. شكري بلعيد, Shukrī Balʿīd; ur. 26 listopada 1964 w Dżabal al-Dżallud, zm. 6 lutego 2013 w Al-Manzah) – tunezyjski prawnik, polityk, lider partii Ruch Demokratycznych Patriotów.
Do jaśminowej rewolucji był jednym z czołowych krytyków prezydenta Ben Alego, później z pozycji świeckich krytykował rządzących w Tunezji islamistów. Pisał wiersze i poematy; jeden z utworów dedykował libańskiemu świeckiemu intelektualiście Husajnowi Muruwie zamordowanemu przez islamistów pod koniec lat 90. Do śmierci był sekretarzem generalnym Ruchu Demokratycznych Patriotów, partii opozycyjnej wobec rządzącej od wyborów w 2011 islamistycznej Ennahdy. Został zastrzelony 6 lutego 2013 przez nieznanych sprawców. Pozostawił żonę i dwie córki. Premier Hammadi al-Dżibali stwierdził, że zabójstwo Balida to „morderstwo polityczne”, „zamach na arabską rewolucję” i „akt kryminalny, akt terroru wymierzony nie tylko w Balida, ale w całą Tunezję”. Po zabiciu Balida w wielu miastach Tunezji, m.in. w Kafsie, Sidi Bu Zajd, Al-Kasrajn i Tunisie doszło do demonstracji, starć z policją i ataków na siedziby rządzącej partii, którą opozycja obarczyła odpowiedzialnością za morderstwo.
Zaraz po zabójstwie Balid, premier al-Dżibali zapowiedział dymisję urzędującego gabinetu i utworzenie nowego technokratycznego rządu. Rozmowy w tej kwestii jednakże nie powiodły się i 19 lutego 2012 al-Dżibali podał się do dymisji.